# Route nationale 407 (Italie)
Pour les articles homonymes, voir Route nationale 407.
La route nationale 407 (SS 407, Strada statale 407 ou Strada statale "Basentana") est une route nationale d'Italie, située en Basilicate, elle relie Potenza à Metaponto sur une longueur de 100,600 km et traverse deux provinces (la province de Potenza et la province de Matera).
Cette route fait partie de la route européenne 847 et prolonge le Raccord autoroutier RA5, entre la Campanie et Potenza.

## Parcours

Parcours de la SS 407.